# Глухая (приток Еллёкулунъяха)
Глухая — река в России, протекает по Каргасокскому району Томской области. Устье реки находится в 62 км от устья по левому берегу реки Еллёкулунъях. В устье находится вахтовый посёлок Пионерный. Длина реки составляет 13 км.

## Данные водного реестра
По данным государственного водного реестра России относится к Верхнеобскому бассейновому округу, водохозяйственный участок реки — Васюган, речной подбассейн реки — Васюган. Речной бассейн реки — (Верхняя) Обь до впадения Иртыша.